# حركة مناهضة الطاقة النووية في المملكة المتحدة

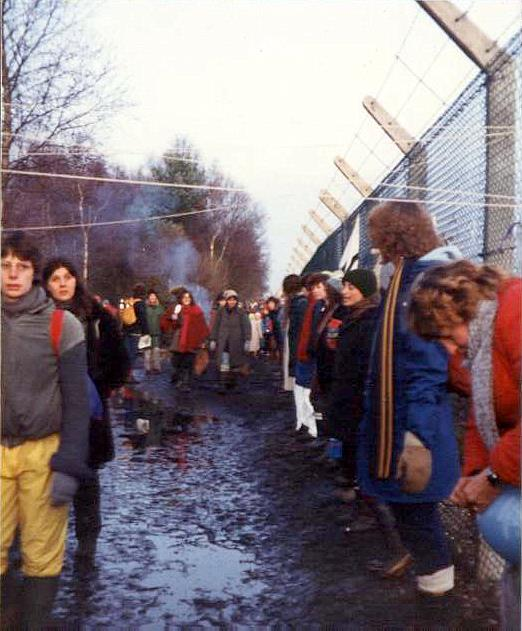

الحركة المناهضة للطاقة النووية في المملكة المتحدة تضم مجموعات تعارض التقنيات النووية مثل الطاقة النووية والأسلحة النووية. شارك العديد من الجماعات والأفراد في المظاهرات والاحتجاجات المناهضة للأسلحة النووية على مر السنين. تُعد حملة نزع السلاح النووي واحدة من أبرز الجماعات المناهضة للطاقة النووية في المملكة المتحدة. بدأت حملة مسيرة ألدرماستون لنزع السلاح النووي في عام 1958 واستمرت حتى أواخر الستينيات عندما شارك عشرات الآلاف من الأشخاص في مسيرات استمرت لمدة أربعة أيام. من أهم حركات مكافحة الأسلحة النووية في الثمانينيات مخيم السلام للنساء في غرينهام كومون. تجمع أكثر من 300 ألف شخص في هايد بارك في لندن، في أكتوبر 1983 لتنظيم أكبر احتجاج ضد الأسلحة النووية في التاريخ البريطاني. كانت هناك العديد من الاحتجاجات ومعسكرات السلام حول اقتراح الحكومة في عام 2005 في بريطانيا، لاستبدال برنامج ترايدنت النووي القديم بنموذج أحدث.
أعلنت الحكومة البريطانية في أكتوبر 2010، عن ثمانية مواقع اعتبرتها مناسبة لمحطات الطاقة النووية المستقبلية. أدى ذلك إلى معارضة عامة واحتجاجات في بعض المواقع. ذكرت الحكومة الاسكتلندية -بدعم من البرلمان الإسكتلندي- أنه لن تُبنى محطات طاقة نووية جديدة في اسكتلندا. أعلنت شركة إن.باور وشركة إي.أون في مارس 2012، انسحابهما من تطوير محطات طاقة نووية جديدة. وقال محللون إن القرار يعني أن مستقبل الطاقة النووية البريطانية قد يكون الآن موضع شك.

## السياق
توجد اختلافات كبيرة في فهم الناس للقضايا المحيطة بالطاقة النووية، بما في ذلك التكنولوجيا نفسها والاحتباس الحراري وأمن الطاقة. هناك مجموعة واسعة من الآراء والمخاوف بشأن الطاقة النووية، وما زالت مجالًا مثيرًا للجدل في السياسة العامة. تملك المملكة المتحدة أيضًا أسلحة نووية على شكل صواريخ ترايدنت موزعة على أسطول من الغواصات، ونوقش أيضًا تمويل ونشر هذه الأسلحة على نطاق واسع.

أوصى تقرير الزهرة عام 1976 عن الطاقة النووية والبيئة بما يلي:
لا ينبغي أن يكون هناك التزام ببرنامج كبير متعلق بقوة الانشطار النووي، حتى يُثبت ذلك بما لا يدع مجالًا للشك وجود طريقة لضمان الاحتواء الآمن للنفايات المشعة لفترة طويلة للغاية وإلى أجل غير مسمى.
أعلنت الحكومة البريطانية في 18 أكتوبر 2010، عن ثمانية مواقع اعتبرتها مناسبة لمحطات الطاقة النووية المستقبلية. أدى ذلك إلى معارضة عامة واحتجاجات في بعض المواقع. أعلنت شركتان من أكبر ست شركات للطاقة في مارس 2012، أنها ستنسحب من تطوير محطات الطاقة النووية الجديدة. جاء قرار شركة إن.باور وإي.أون في أعقاب عدم التأكد من أمان الطاقة النووية بعد كارثة فوكوشيما النووية عام 2011. لم تمض الشركات في مشروع هوريزون، الذي كان يهدف إلى تطوير المفاعلات النووية في ويلفا في شمال ويلز وفي أولدبيري أون سيفيرن في غلاوسيستيرشاير. جاء قرارها بعد إعلان مماثل من قبل شركتي الكهرباء الاسكتلندية والجنوبية العام الذي سبقه. قال محللون إن القرار يعني أن مستقبل الطاقة النووية البريطانية قد يكون الآن موضع شك. أظهر تقرير حكومي جديد في مايو 2012، أنه يمكن أن تتلوث مئات المواقع في إنجلترا وويلز بالمخلفات الإشعاعية الناتجة من القواعد العسكرية القديمة والمصانع والطائرات القديمة. يعد هذا الرقم أعلى بكثير من التقديرات الرسمية السابقة.

## احتجاجات مناهضة للطاقة النووية
جرت أول مسيرة ألدرمستون، والتي نظمتها حملة نزع السلاح النووي في عيد الفصح 1958، عندما سار عدة آلاف من الأشخاص لمدة أربعة أيام من ميدان ترافالغار في لندن، إلى مؤسسة أبحاث الأسلحة الذرية بالقرب من ألدرمستون في بيركشاير في إنجلترا، لإظهار معارضتهم للأسلحة النووية. استمرت مسيرات ألدرمستون حتى أواخر الستينيات بمشاركة عشرات الآلاف من الأشخاص في مسيرات الأربعة أيام.
كانت إحدى حركات مكافحة الأسلحة النووية المهمة في الثمانينيات، مخيم السلام للنساء في غرينهام كومون. بدأت في سبتمبر 1981 بعد وصول مجموعة ويلز المسماة «نساء من أجل الحياة على الأرض» إلى غرينهام للاحتجاج على قرار الحكومة بالسماح للصواريخ الجوالة بالتواجد هناك. جذب معسكر السلام النسائي اهتمامًا إعلاميًا كبيرًا و«دفع إلى إنشاء معسكرات سلام أخرى في أكثر من اثني عشر موقعًا في بريطانيا وأماكن أخرى في أوروبا». نظمت حوالي 30,000 امرأة من مختلف معسكرات السلام ومنظمات السلام الأخرى احتجاجًا كبيرًا في ديسمبر 1982، ضد الأسلحة النووية في غرينهام كومون. ربط نحو 70,000 شخص في 1 أبريل 1983، أيديهم لتشكيل سلسلة بشرية بين ثلاثة مراكز للأسلحة النووية في بيركشاير. امتدت المظاهرة المناهضة للطاقة النووية لمسافة 14 ميلاً على طول وادي كينيت. تملك قاعدة فسلان البحرية صواريخ نووية وهي جزء من القاعدة البحرية الملكية، كلايد في اسكتلندا.
تجمع أكثر من 300,000 شخص في هايد بارك في لندن، في أكتوبر 1983. كانت هذه «أكبر احتجاجات ضد الأسلحة النووية في التاريخ البريطاني»، وفقًا لصحيفة نيويورك تايمز.
أقيم معسكر السلام مولسورث خارج موقع سلاح الجو الملكي في مولسورث، والذي كان محور الاحتجاجات الكبيرة في عيد الفصح 1985 وفبراير 1986، وخلال أحد الاحتجاجات، حاول بروس كينت، أحد قادة حملة نزع السلاح النووي، اختراق السياج بالكامل بحضور الشرطة. استمرت الاحتجاجات خارج المحطة في التسعينيات بالإضافة إلى تسجيل حركة الصواريخ الجوية.
تملك قاعدة فسلان البحرية صواريخ نووية، وهي جزء من القاعدة البحرية الملكية، كلايد في اسكتلندا. واجتذبت فسلان مظاهرات من قبل حملة نزع السلاح النووي ومحاريث ترايدنت. يُعد مخيم فسلان للسلام معسكر سلام دائم خارج بوابات القاعدة، وهناك تظاهرات متكررة عند بوابات القاعدة. يعارض كل من الحزب القومي الإسكتلندي والحزب الاشتراكي الإسكتلندي وحزب الخضر الإسكتلندي نشر الأسلحة النووية، وليس غريبًا أن يكون أعضاء هذه الأحزاب حاضرين خارج فسلان. كان هدف مثل هذه الأحداث إبقاء القاعدة مغلقة لأطول فترة ممكنة من خلال منع موظفيها من الوصول إلى العمل، وعادة ما تنطوي على اعتقال أعداد كبيرة من المتظاهرين بتهمة العصيان المدني السلمي.
أُنشئت معسكرات سلام أخرى في نفس الوقت في نافيل وداوس هيل وهايفورد العليا ولاكنهيث على الرغم من عدم استمرارها أكثر من بضع سنوات.
كانت هناك العديد من الاحتجاجات في بريطانيا في عام 2005 حول اقتراح الحكومة باستبدال نظام أسلحة ترايدنت القديم بنموذج أحدث. وشارك في أكبر احتجاج 100,000 مشارك، ووفقًا لاستطلاعات الرأي، عارض 59% من الجمهور هذه الخطوة.
اعتُقل في أكتوبر 2008 في المملكة المتحدة، أكثر من 30 شخصًا خلال واحد من أكبر الاحتجاجات المناهضة للطاقة النووية في مؤسسة الأسلحة الذرية في ألديرماستون منذ 10 سنوات. كانت المظاهرة بمثابة بداية أسبوع نزع السلاح العالمي للأمم المتحدة وشارك فيها نحو 400 شخص.